# Ягодоеды
Ягодое́ды (лат. Carpornis) — род воробьиных птиц из семейства котинговых. Эти, прежде всего плодоядные птицы являются эндемиками Атлантического леса в восточной Бразилии. Оба вида в основном обладают зеленовато-жёлтой окраской своего оперения цвета с чёрной головой.

## Описание
Представители рода — небольшие птицы с массой тела 65—80 г. Голова чёрная, верх туловища окрашен в оливковый или каштановый, низ — жёлтый или жёлто-зелёный. Клюв короткий, плоский и широкий.

## Размножение
В брачный период самцы территориальны, о своём гнездовом участке оповещают мелодичными четырёхсложными криками. Возможно, не принимают участия в гнездовых заботах.

## Питание
В рацион входят разнообразные ягоды и фрукты.

## Распространение
Птицы обитают на юго-востоке Бразилии в прибрежном лесном поясе.

## Виды
Международный союз орнитологов относит к роду 2 вида:
- Carpornis cucullata (Swainson, 1821) — Буробокий ягодоед
- Carpornis melanocephala (Wied, 1820) — Черноголовый ягодоед